# الخطوط الجوية الموزمبيقية
الخطوط الجوية الموزمبيقية أو لام (بالبرتغالية: LAM Linhas Aéreas de Moçambique) هي الناقل الوطني لموزمبيق. تأسست شركة الطيران من قبل الحكومة الاستعمارية البرتغالية في موزمبيق في أغسطس 1936 كناقل مستأجر اسمه ديتا، وتمت إعادة تسميته في عام 1980 بعد إعادة التنظيم، يقع مقرها في مابوتو، ولها مركز في مطار مابوتو الدولي. وهي تدير خدمات مجدولة في الجنوب الأفريقي. الشركة عضو في اتحاد النقل الجوي الدولي، ورابطة الخطوط الجوية الأفريقية منذ عام 1976.

## الملكية
اعتبارًا من أغسطس 2014، تمتلك موزمبيق 91٪ من الأسهم ويحتفظ الموظفون بالباقي. تتبع شركة موزمبيق إكسبريس التي تأسست في سبتمبر 1995، للخطوط الجوية الموزمبيقية.

## الوجهات
اعتبارًا من فبراير 2021 تشغل الخطوط الجوية الموزمبيقية تسعة خطوط محلية وثلاثة خطوط أفريقية دولية بشكل رئيسي من قاعدتها الرئيسية في مطار مابوتو الدولي.

### اتفاقيات الرمز المشترك
أبرمت الخطوط الجوية الموزمبيقية اتفاقية الرمز المشترك مع شركات الطيران التالية:
- الخطوط الجوية الإثيوبية[12]
- fastjet[13]
- الخطوط الجوية الكينية
- خطوط جنوب أفريقيا الجوية
- الخطوط الجوية الأنغولية
- تاب برتغال

## الأسطول

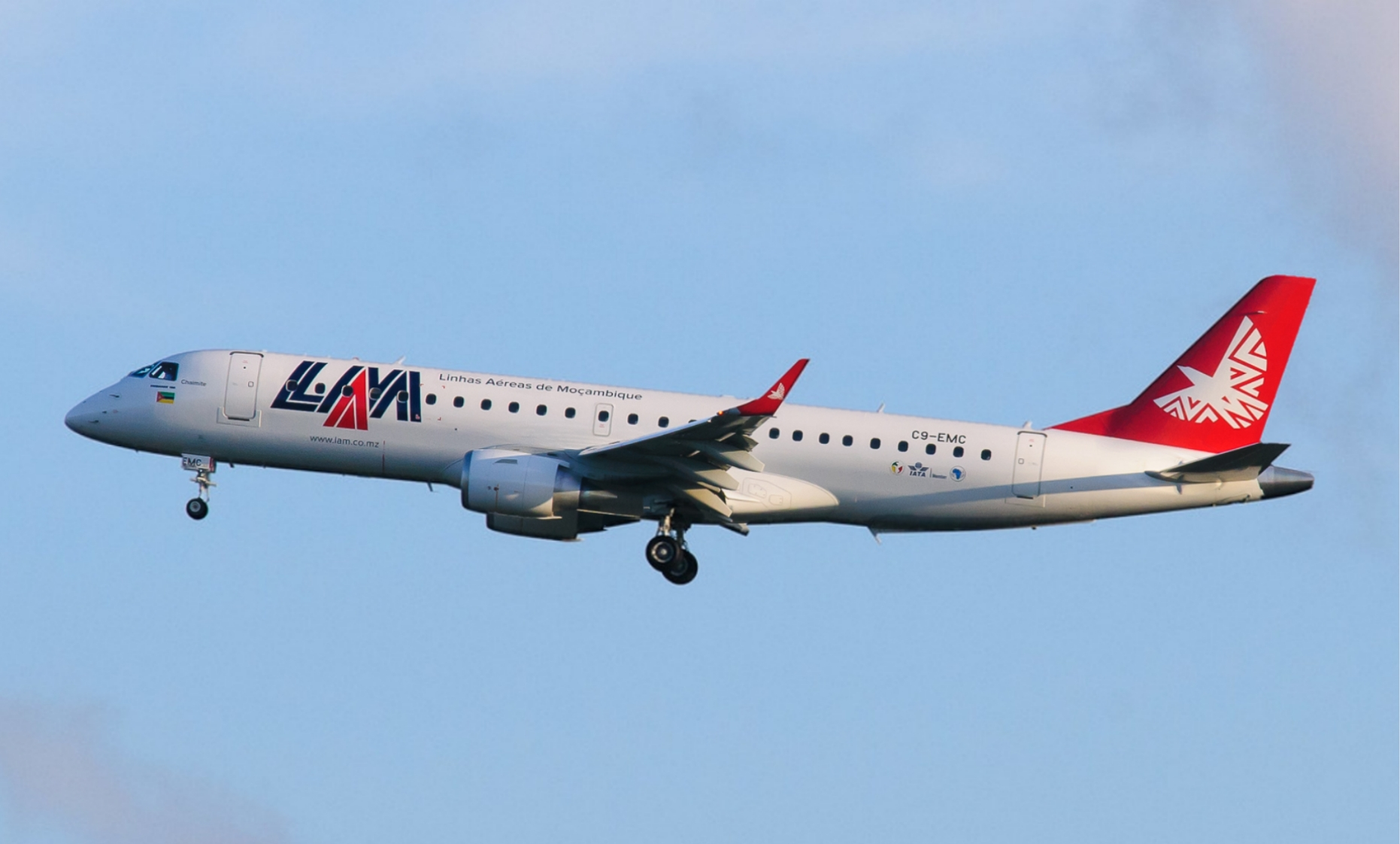
طائرة إمبراير اي-جت تابعة للخطوط الجوية الموزمبيقية

### الأسطول الحالي
يتكون أسطول الخطوط الجوية الموزمبيقية من الطائرات التالية (اعتبارًا من أغسطس 2019):
| الطائرة                | في الخدمة | مطلوبة | الركاب       | الركاب   | الركاب  | ملاحظات                |
| الطائرة                | في الخدمة | مطلوبة | رجال الأعمال | السياحية | المجموع | ملاحظات                |
| ---------------------- | --------- | ------ | ------------ | -------- | ------- | ---------------------- |
| بوينغ 737 الجيل القادم | 2         | 1      | 12           | 120      | 132     |                        |
| بومباردييه داش 8       | 2         | —      | —            | 72       | 72      | تديرها موزمبيق إكسبريس |
| إمبراير اي-جت          | 2         | —      | 9            | 85       | 94      |                        |
| المجموع                | 6         | 1      |              |          |         |                        |

### الأسطول التاريخي
سبق لشركة الطيران تشغيل الطائرات التالية:
- أنتونوف أن-26[19]
- بيتشكرافت كينغ إير[20]
- بوينغ 707
- بوينغ 707
- بوينغ 707
- بوينغ 737[20]
- بوينغ 737[21]
- بوينغ 737
- بوينغ 737 كلاسيك[22]
- 1 بوينغ 737 كلاسيك[4][23]
- بوينغ 747 أس بي
- بوينغ 767[24]
- بوينغ 767
- كاسا سي-212 أفيوكار[19]
- دوغلاس سي-47 سكاي ترين
- دوغلاس سي-47 سكاي ترين
- دوغلاس سي-47 سكاي ترين
- فيرتشايلد سويارينغن ميترولاينر[21]
- فوكر 100[22]
- فوكر إف27 فريند شيب
- فوكر إف27 فريند شيب
- إليوشن إل-62MK[25]
- بريتش ايروسبيس جت ستريم 41[26]
- كاسا سي-212 أفيوكار[21]
- لوكهيد إل-1011 تراي ستار
- لوكهيد إل-188 اليكترا
- ماكدونل دوغلاس دي سي-10[25]
- Partenavia P.68[20]
- بيتشكرافت 1900[21]

## روابط خارجية
- (in Portuguese) الموقع الرسمي